# Judith Johansson
Judith Olivia Johansson, född Bengtsson 24 mars 1916 i Trollhättan, död 4 december 1993 i Knäred, var en svensk textilkonstnär. Hon skapade både kyrkliga och profana vävnader och drev Johansson Vävateljén i Knäred under 55 år.

## Biografi
Judith Johansson var dotter till byggmästaren Per Johan Bengtsson och sömmerskan Olga, född Eliasson. Hantverk och handens arbete värderades högt i familjen och redan i skolåldern lärde Judith sig väva av mormodern Olivia Eliasson. Hon träffade tidigt sin blivande man John Johansson som hade startat en hemslöjdsbutik i Trollhättan. De gifte sig 1937 och bodde i Johns föräldrahem i Hishult i väntan på en kombinerad villa och vävateljé i Knäred. Denna stod klar året efter.
I ateljén anställdes väverskor men Judith vävde också själv och komponerade mönster. John varpade, satte upp vävar och ansvarade för det administrativa arbetet. Tillverkningen var mångsidig med exempelvis möbeltyger, dukar, gardiner och kuddar i vävtekniker som tuskaft, kypert, rosengång, dräll, hålkrus och munkabälte.
Judith Johansson sökte och kom in på Konstfack, men en sjukdomsperiod satte stopp för utbildningen. Hon gick senare två terminer på Textilinstitutet i Borås och på olika färgskolor i Arild, Stjärnsund och Leksand. Hon erbjöds platsen som konstnärlig ledare på Capellagården av Carl Malmsten, men eftersom beställningar på kyrkliga textilier hade börjat strömma in avböjde hon.
Judith Johansson gjorde mönsterkompositioner till främst röllakanmattor. Hon hämtade inspiration från naturen och från de kyrkor som gjort beställningar. På plats gjorde hon aldrig skisser och anteckningar utan hade ett fotografiskt minne, en säker färgkänsla och var noga med symbolspråket i de sakrala vävnaderna. Ett sjuttiotal kyrkor i landet är smyckade med hennes kormattor, antependier och mässhakar. Inför arbetena ritade och färglade hon skisser på rutat millimeterpapper. Dessa hade väverskorna sedan framför sig tillsammans med en mätsticka och buntar med färgblandade inslag i ullgarn.
Vävateljén byggdes ut 1951 och 1965, och en fyra meter bred vävstol anskaffades. Som mest arbetade tretton väverskor och beställningar kom från privatpersoner, rederier, varuhus och ambassader. Trots svår astma arbetade Judith Johansson mycket och drev periodvis vävskola i ateljén. Det främsta uppdraget fick hon från kung Gustav VI Adolf som beställde en matta till prins Eugens rum i dormitoriet på Vadstena Kloster. Den fick namnet ”Blomsterkrans”.
På grund av sin astma vistades Judith Johansson tidvis i Spanien och reste årligen till svenska fjällvärlden. Hon behöll skaparkraften livet ut men yngsta dottern Britt-Mari Glyssbo hade de sista åren tagit över ansvaret för JJ Vävateljén. Judith Johanssons sista kyrkmatta invigdes endast en vecka innan hennes dödsfall och det påbörjade bårtäcket färdigställdes och donerades till Knäreds kyrka av döttrarna och maken. Det användes första gången på Judiths Johanssons begravning. Hon ligger begravd på Knäreds kyrkogård.